# 朱天顺
朱天顺（1919年—2002年），曾用名郑淡青，男，台湾基隆人，中华人民共和国学者、政治人物，中华全国台湾同胞联谊会原副会长，第七届全国政协委员。